# Villa de Guadalupe (Tabasco)
Villa de Guadalupe es una localidad del municipio de Huimanguillo ubicado en la subregión de la Chontalpa del estado mexicano de Tabasco.

## Geografía
La localidad de Villa de Guadalupe se sitúa en las coordenadas geográficas 17°21′11″N 93°35′46″O / 17.353056, -93.596111, a una elevación de 440 metros sobre el nivel del mar.

## Demografía
Según el Conteo de Población y Vivienda 2020, efectuado por el Instituto Nacional de Estadística y Geografía, la localidad de Villa de Guadalupe tiene 120 habitantes, de los cuales 59 son del sexo masculino y 61 del sexo femenino. Su tasa de fecundidad es de 3.17 hijos por mujer y tiene 29 viviendas particulares habitadas.
| Gráfica de evolución demográfica de Villa de Guadalupe entre 1980 y 2020 |
|                                                                          |
| INEGI.                                                                   |